# Into Glory Ride
 (mai 2017).
Si vous disposez d'ouvrages ou d'articles de référence ou si vous connaissez des sites web de qualité traitant du thème abordé ici, merci de compléter l'article en donnant les références utiles à sa vérifiabilité et en les liant à la section « Notes et références ».
Albums de Manowar
Battle Hymns Hail to England
Into Glory Ride est le deuxième album du groupe de heavy metal Manowar sorti en juillet 1983.

## Description
Cet album, si on excepte le titre d'ouverture Warlord, est radicalement différent de son prédécesseur Battle Hymns, les titres sont plus longs et plus épiques, le tempo est ralenti, l'imagerie et l'inspiration guerrière sont encore plus présentes, ainsi que les toutes premières évocations de la Mythologie Nordique dans l'histoire du Metal.
Il s'agit du premier album avec la participation de Scott Columbus à la batterie, après le départ de Donny Hamzik. Avant de devenir le batteur emblématique de Manowar, Scott Columbus travaillait dans une fonderie d'aluminium.

### Chansons
1. Warlord - 4:13
2. Secret of Steel - 5:48
3. Gloves of Metal - 5:23
4. Gates of Valhalla - 7:11
5. Hatred - 7:38
6. Revelation (Death's Angel) - 6:28
7. March for Revenge (By the Soldiers of Death) - 8:25

Toutes les chansons ont été écrites par Joey DeMaio sauf Secret of Steel et Gloves of Metal qui ont été coécrites avec Ross the Boss. 
Le label Metal Blade Records a sorti en 2001 une version remasterisée de l'album appelée Silver Version (le logo de Manowar en argenté sur la nouvelle pochette), il contient des photos rares jamais publiées auparavant provenant des archives personnelles du groupe ainsi que des liner notes détaillées du journaliste et historien du groupe Vinny Cecolini.

### Formation
- Eric Adams - Chant
- Ross the Boss - Guitare
- Joey DeMaio - Basse
- Scott Columbus - Batterie

### Personnel
- Jon Mathias - Producteur, Ingénieur du son
- John Petre - Assistant Ingénieur du son
- Joe Brescio - Assistant Mastering
- Geoffrey Hargrove - Direction artistique, Photographie pochette